# Torneo di New York 1927
Il Torneo di New York 1927 è stato un torneo internazionale di scacchi tenuto a New York dal 19 febbraio al 23 marzo 1927.

## Storia
José Raúl Capablanca era campione del mondo ormai da sei anni, ma in questo lasso di tempo non aveva mai messo in palio il suo titolo poiché nessuno era riuscito a racimolare la somma di denaro sufficiente richiesta dal campione come borsa per giocare. In particolare Aleksandr Aleksandrovič Alechin, considerato il secondo miglior giocatore del mondo dopo il cubano, si era molto dato da fare per riuscire ad organizzare il match, ma senza esito.
Nel 1927 il governo argentino, tramite il circolo scacchistico di Buenos Aires, accolse la richiesta di Alechin di finanziare il match tuttavia non lo nominò direttamente sfidante imponendogli di dimostrare il proprio valore. Lo stesso Capablanca riteneva Nimzowitsch uno sfidante più credibile per il titolo. A quel punto fu organizzato un torneo tra i migliori sei giocatori del mondo e il vincitore (o il secondo classificato in caso di vittoria di Capablanca) avrebbe avuto il diritto di sfidare il campione del mondo per il titolo.
Il torneo si disputò nella Trade Banquet Hall del Manhattan Square Hotel. L'evento fu organizzato con un quadruplo girone all'italiana, in cui ogni giocatore affrontava l'avversario due volte col bianco e due volte col nero, Julius Finn fu nominato direttore dell'evento.
I premi stabiliti erano altissimi per l'epoca, a conferma dell'importanza del torneo:
- 2.000 $ per il vincitore
- 1.500 $ per il secondo classificato
- 1.000 $ per il terzo classificato
- I giocatori dal quarto a sesto classificato avrebbero ricevuto un premio di 50 $ per ogni partita vinta e 25 $ per ogni partita patta.
- 125 $ per il premio bellezza, ovvero la partita giudicata migliore del torneo.

Capablanca era in forma smagliante e vinse facilmente il torneo con 3,5 punti di vantaggio sul secondo, non perse nessuna partita e sconfisse almeno una volta tutti gli avversari (Marshall fu umiliato 3,5-0,5). Il cubano si aggiudicò anche il premio bellezza. Alechin giunse secondo, perdendo anche egli una partita contro il campione in carica, tuttavia raggiunse il suo scopo ottenendo di essere riconosciuto come sfidante nel mondiale 1927 che si sarebbe tenuto pochi mesi dopo, e in cui contro ogni pronostico riuscì a strappare il titolo. Il grande deluso fu Nimzowitsch, che nonostante l'ottima prestazione (vinse una partita contro Alechin, pareggiando 2-2 la sfida contro di lui) si vide preclusa la corsa al titolo mondiale.

## Classifica
| # | Giocatore            | 1    | 2    | 3    | 4    | 5    | 6    | Totale |
| - | -------------------- | ---- | ---- | ---- | ---- | ---- | ---- | ------ |
| 1 | José Raúl Capablanca | **** | 1½½½ | 1½1½ | ½½1½ | ½½1½ | 11½1 | 14     |
| 2 | Aleksandr Alechin    | 0½½½ | **** | ½01½ | ½½½½ | 1½½1 | ½1½1 | 11½    |
| 3 | Aron Nimzowitsch     | 0½0½ | ½10½ | **** | ½100 | ½1½1 | ½11½ | 10½    |
| 4 | Milan Vidmar         | ½½0½ | ½½½½ | ½011 | **** | ½½½½ | ½½10 | 10     |
| 5 | Rudolf Spielmann     | ½½0½ | 0½½0 | ½0½0 | ½½½½ | **** | ½½1½ | 8      |
| 6 | Frank James Marshall | 00½0 | ½0½0 | ½00½ | ½½01 | ½½0½ | **** | 6      |